# Satan Town
Satan Town (Brasil: A Cidade de Satã ) é um filme dos Estados Unidos de 1926, do gênero faroeste, dirigido por Edmund Mortimer e estrelado por Harry Carey.

## Elenco
- Harry Carey ... Bill Scott
- Kathleen Collins ... Sue
- Charles Clary ... John Jerome
- Trilby Clark ... Sheila Jerome
- Richard Neill ... Cherokee Charlie
- Ben Hall ... Crippy Jack
- Charles Delaney ... Frisco Bob
- Ben Hendricks Sr. ... Malamute (como Ben Hendricks)